# 城山1号墳 (香取市)
城山1号墳（じょうやまいちごうふん）は、千葉県香取市小見川にあった古墳。形状は前方後円墳。城山古墳群を構成した古墳の1つ。現在では墳丘は失われている。出土品は千葉県指定有形文化財に指定されている。

## 概要
千葉県北東部、利根川（旧鬼怒川）下流域南岸の、支流黒部川左岸の台地（通称「城山」、標高約42メートル）上に築造された古墳である。城山には古墳20数基が分布して城山古墳群を形成し、1号墳はその盟主墳になる。1963年（昭和38年）に発掘調査が実施されたのち、消滅している。
墳形は前方後円形で、前方部を北北西方向に向けた。墳丘外表では、墳頂部・テラス部に円筒埴輪列・形象埴輪（家形・人物・馬形埴輪）が巡らされる。また後円部には粘土敷の祭祀跡が認められ、須恵器・土師器が出土している。また墳丘周囲には周溝が巡らされる。埋葬施設は後円部における片袖式の横穴式石室で、南南東方向に開口し、石室内には木棺を据える。石室内からは、副葬品として三角縁神獣鏡・環頭大刀5・頭椎大刀・円頭大刀など多数が出土している。特に三角縁神獣鏡は一般に前期古墳にみられる副葬品であり、長期間保有されて後期古墳から出土する例は全国的にも稀になる。また装飾付大刀を5振以上副葬した古墳は全国で5例（千葉県で3例）しかない点でも、極めて有力な首長の存在を示唆する。
築造時期は、古墳時代後期の6世紀中葉頃と推定され、6世紀末頃までの追葬が認められる。千葉県内では最古期の横穴式石室であるとともに、豊富な副葬品を有する点で注目される古墳になる。千葉県内ひいては関東地方でも有数の後期古墳として位置づけられ、『先代旧事本紀』「国造本紀」に見える下海上国造との関連を指摘する説が挙げられる。
現在では石室は城山公園内で移築保存されているが、石室内への立ち入りは制限されている。

## 遺跡歴
- 1963年（昭和38年）11月、県立小見川高等学校移転に伴う調査。副葬品多数出土、調査後に墳丘消滅・石室移築（立正大学、1978年に報告）。
- 1969年（昭和44年）4月18日、出土品が千葉県指定有形文化財に指定[1]。

## 埋葬施設
埋葬施設としては後円部において横穴式石室が構築されており、南南東方向に開口した。石室の規模は次の通り。
- 玄室：長さ4.5メートル、幅1.7メートル、高さ1.5メートル
- 羨道：長さ2.2メートル、幅0.9メートル

奥壁・天井には1メートル以上の大石が使用され、側壁は0.3-0.7メートルの石を積み上げて構築される。玄室内からは厚い板片が出土しており、木棺の使用が推測される。

## 出土品

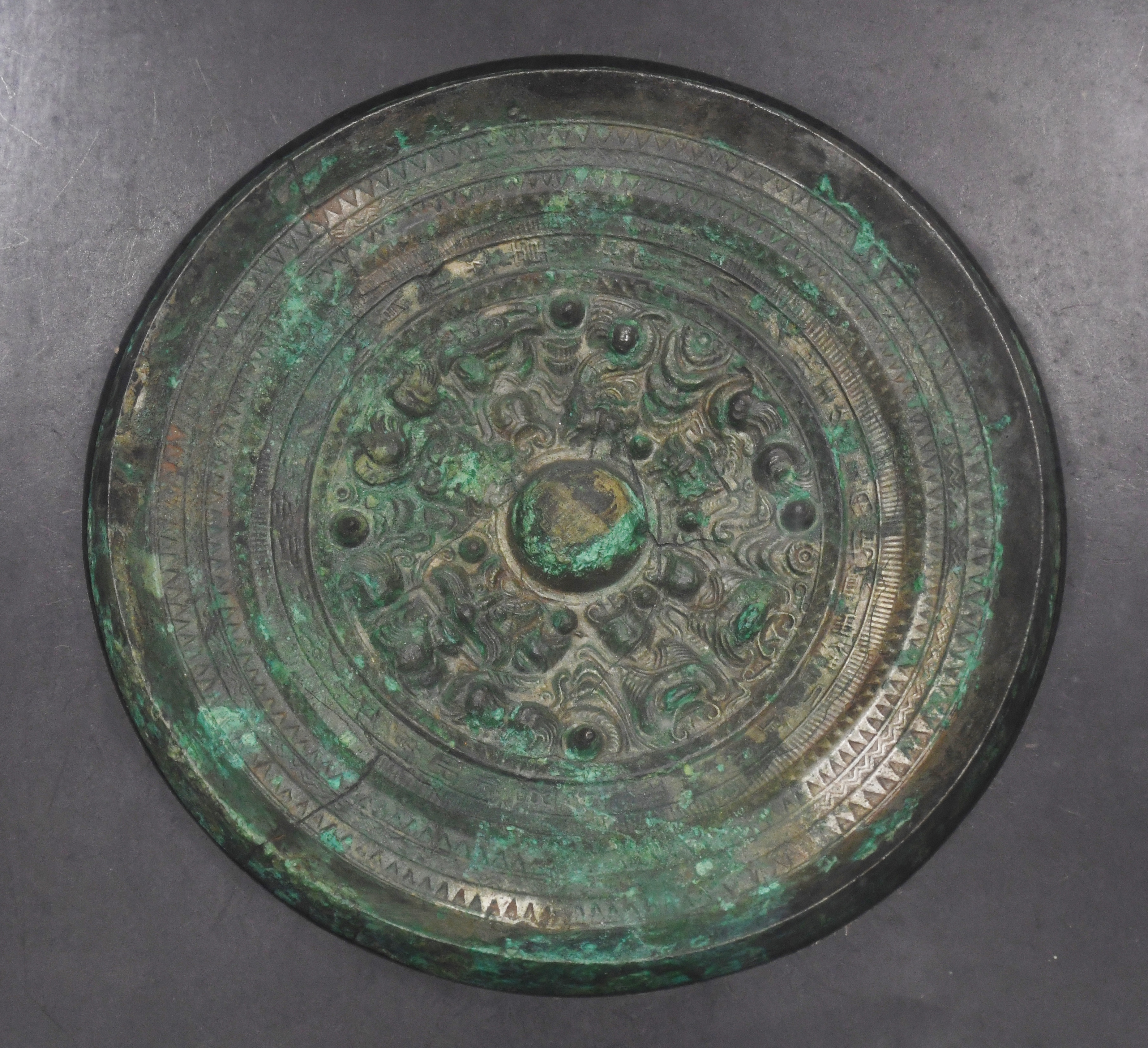
三角縁三神五獣鏡（複製）香取市文化財保存館展示（他画像も同様）。

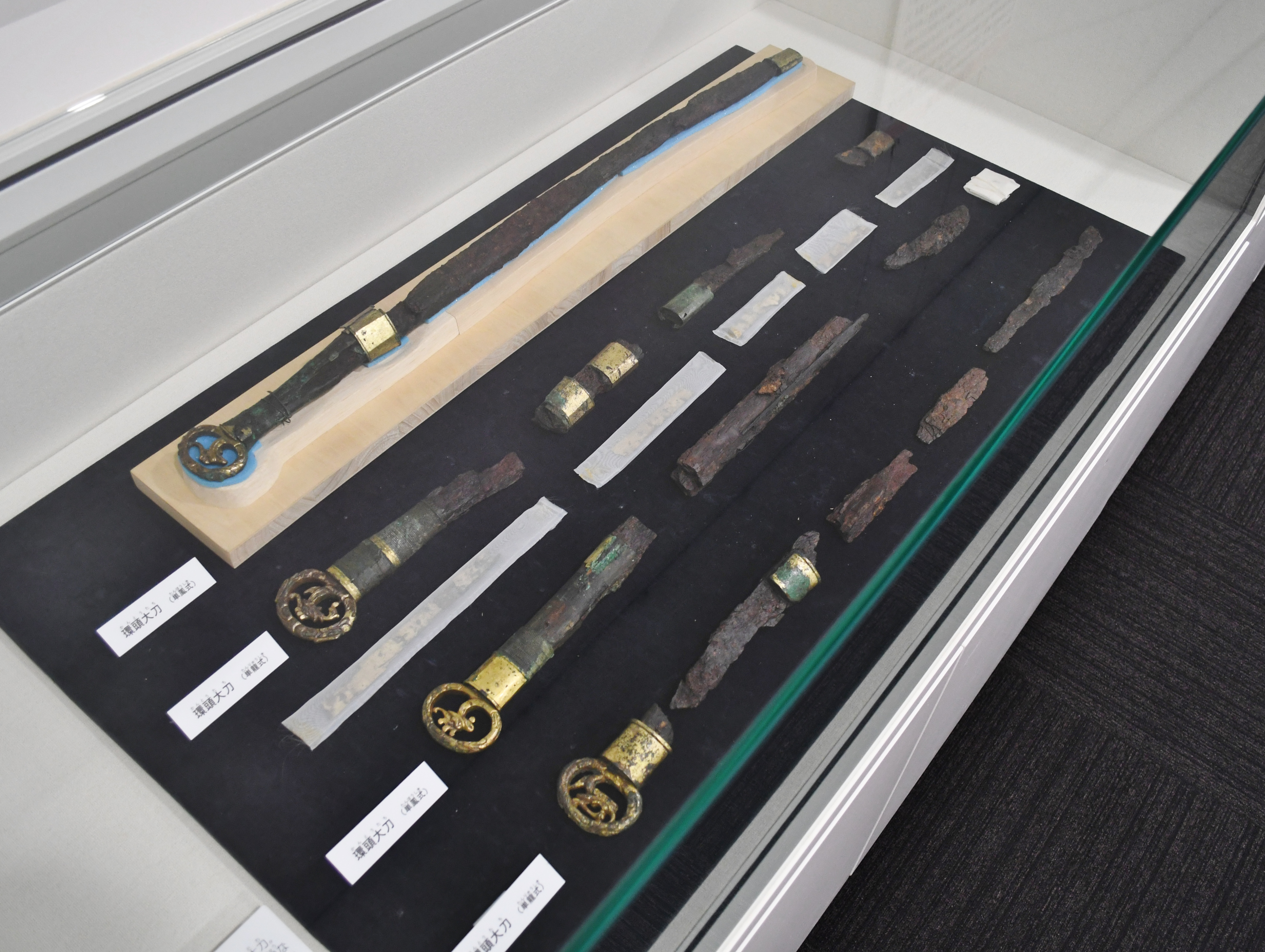
装飾付大刀

石室内から出土した副葬品は次の通り。
- 三角縁三神五獣鏡
中国製、直径22・2センチメートル。「吾作明竟」に始まる銘文42字を有する。同笵鏡が西求女塚古墳2面（兵庫県）・椿井大塚山古墳（京都府）・伝岐阜県可児市（頼母子古墳か）で知られる。西求女塚古墳・椿井大塚山古墳は3世紀後半頃の築造と推定されており、城山1号墳に埋納されるまで300年近く経過する点で特筆される[6]。
- 装身具
  - 蜻蛉玉
  - 丸玉
  - 銀製空玉
  - 金環
  - 銀環
  - 金銅製冠?
- 武器
  - 環頭大刀 5
  - 頭椎大刀
  - 円頭大刀
  - その他鉄刀類
  - 刀子
  - 鉄鏃
- 武具
  - 横矧板鋲留衝角付冑
  - 挂甲
  - 臑当
- 馬具
  - 鉄地金銅張鏡板付轡
  - 鐙
  - 鞍
  - 杏葉
- 針

直刀の多くは石室奥壁に立てかけられる。また後円部の粘土敷の祭祀跡から須恵器・土師器が一括して出土している。
墳丘から出土した埴輪は、下総型埴輪の特徴を有する。ただし異なる人物埴輪も含まれており、埴輪の供給源は複数存在したと推測される。

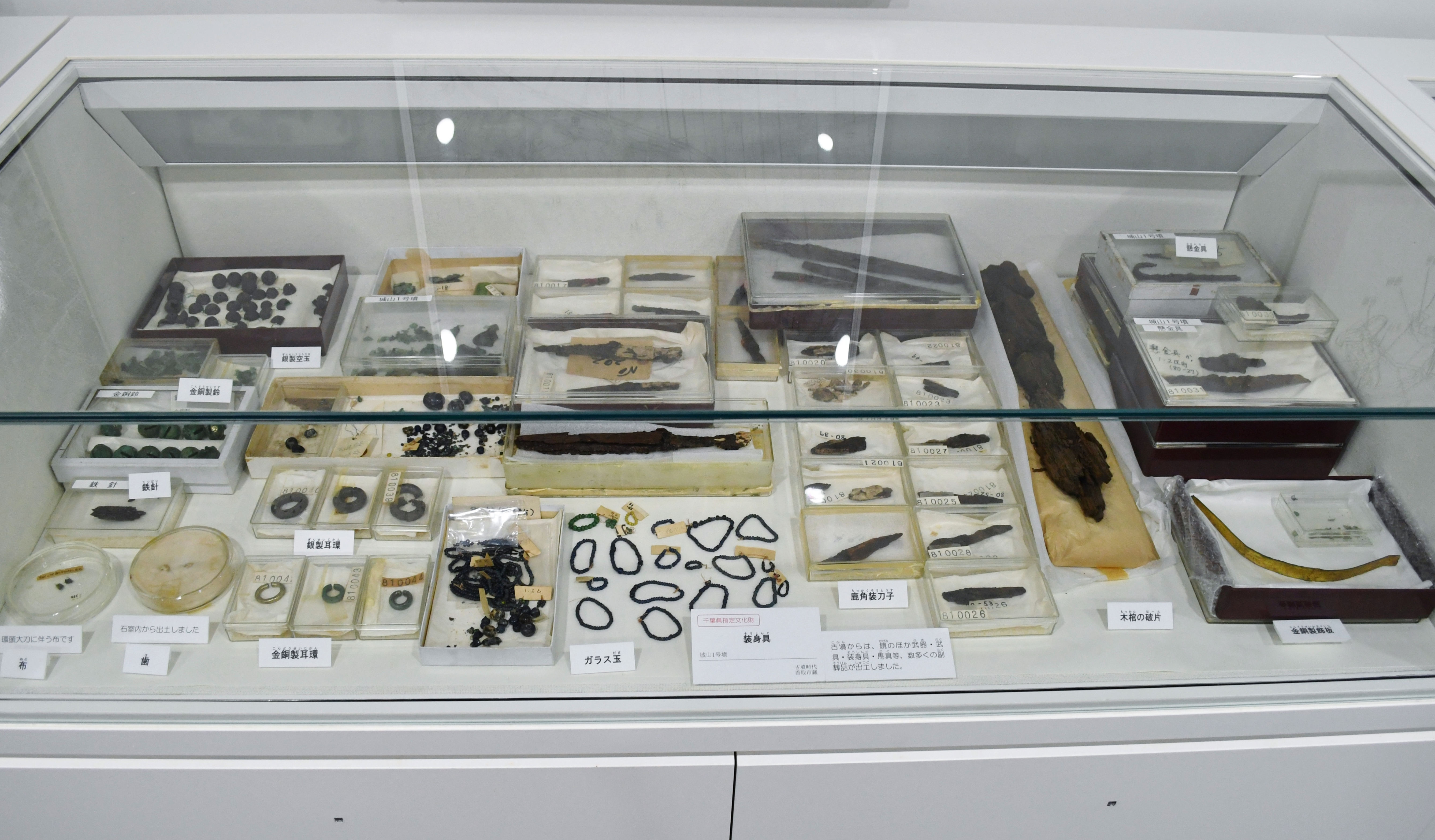
装身具
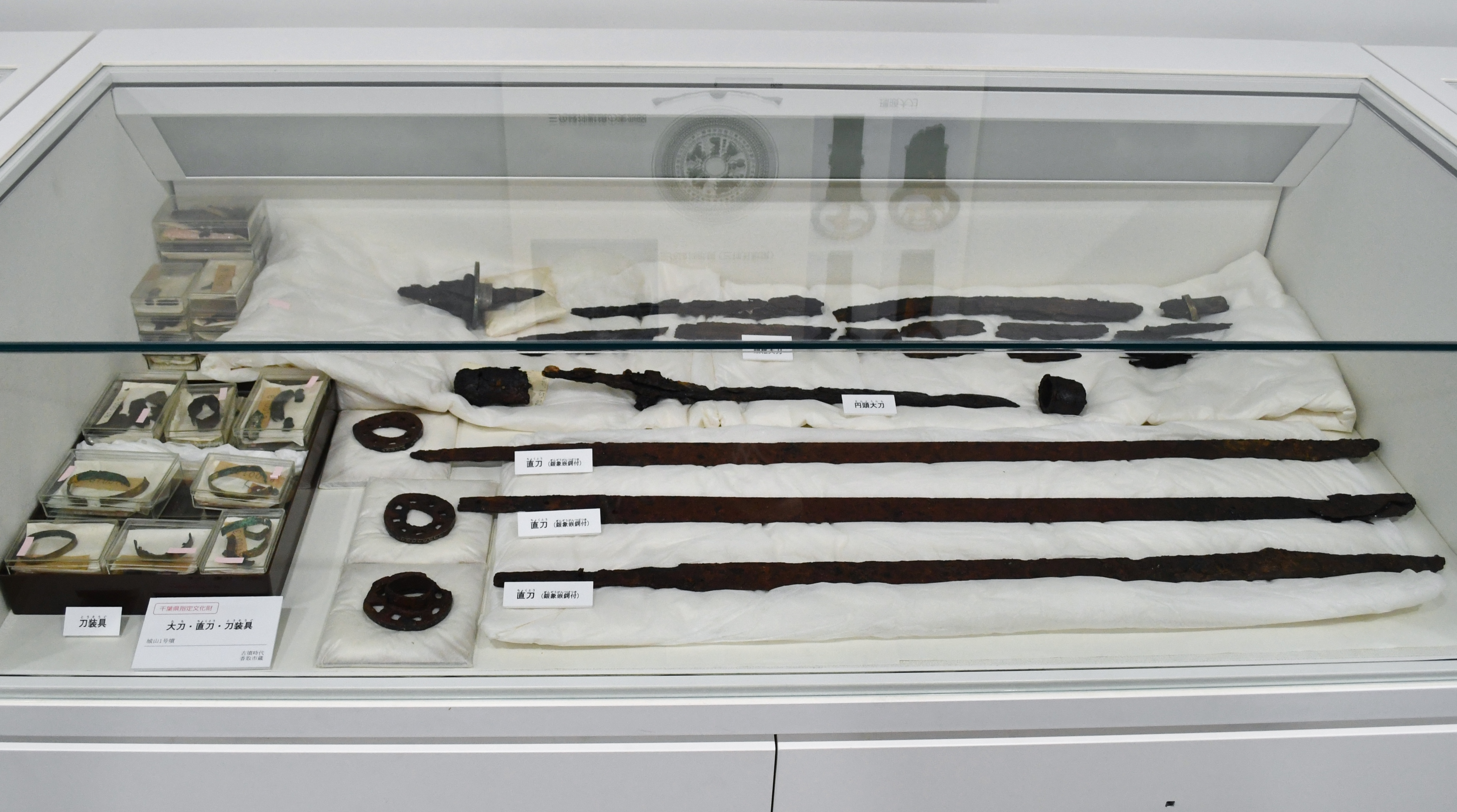
大刀・直刀・刀装具
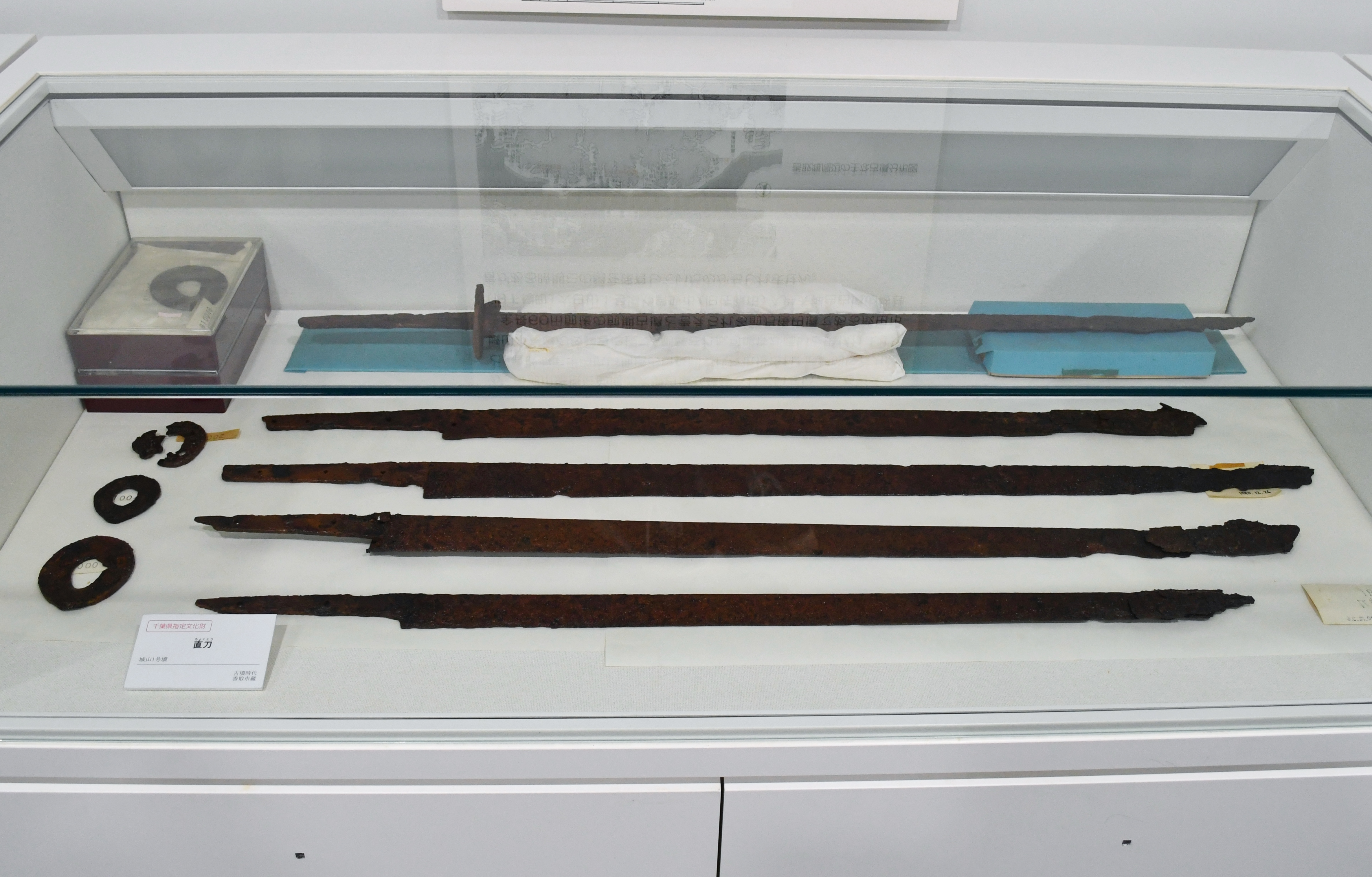
大刀・直刀・刀装具
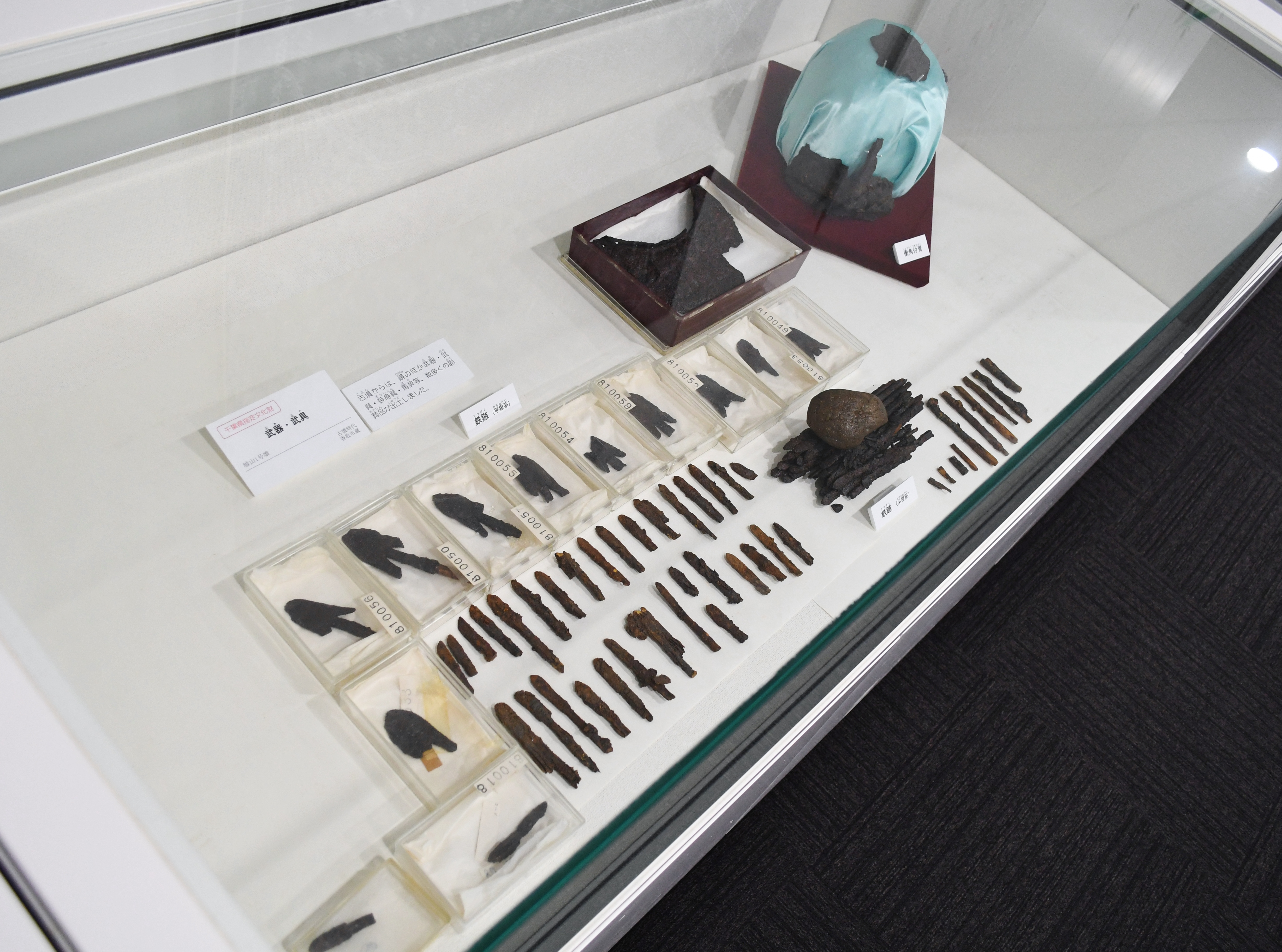
武器・武具
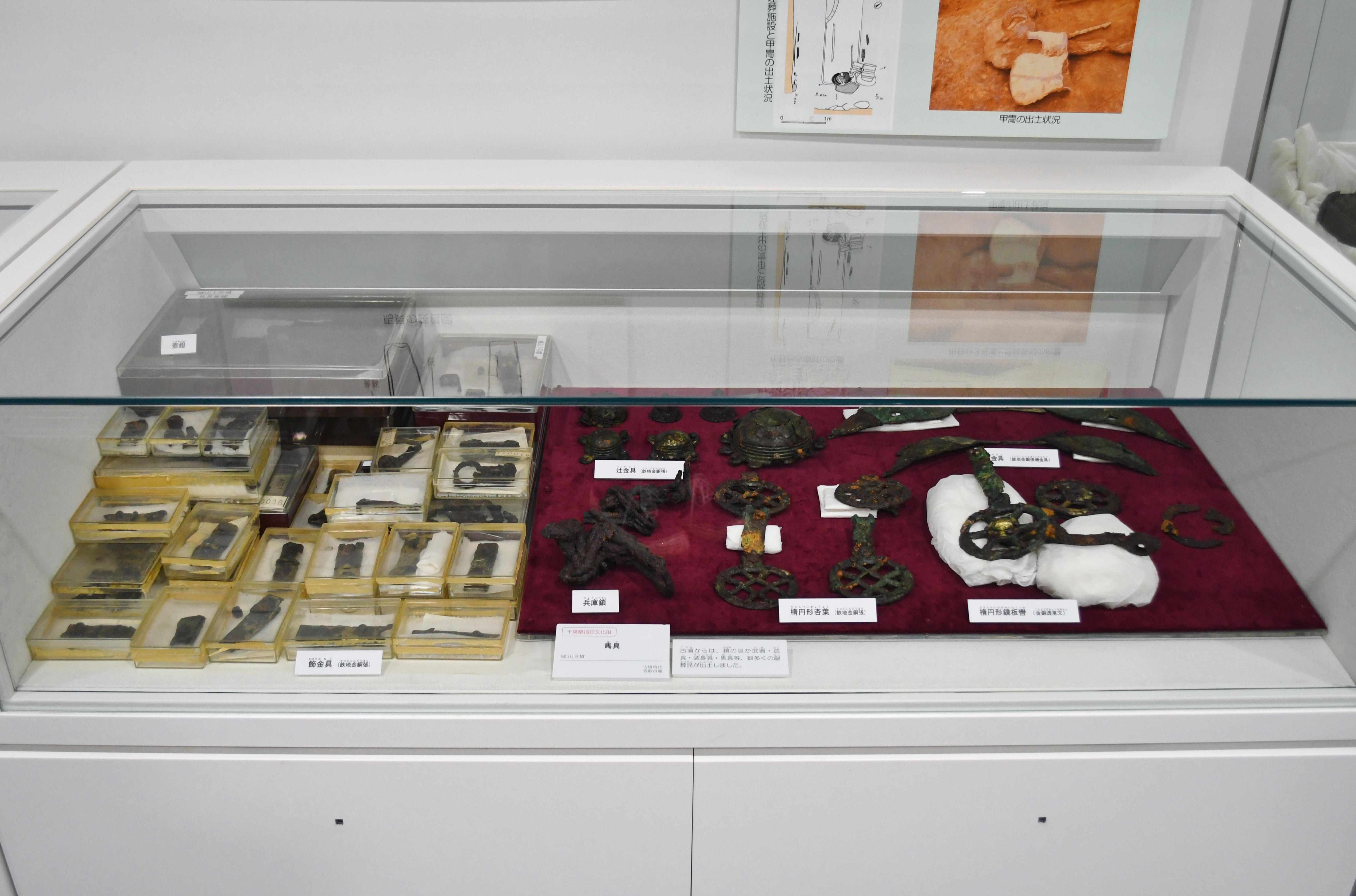
馬具
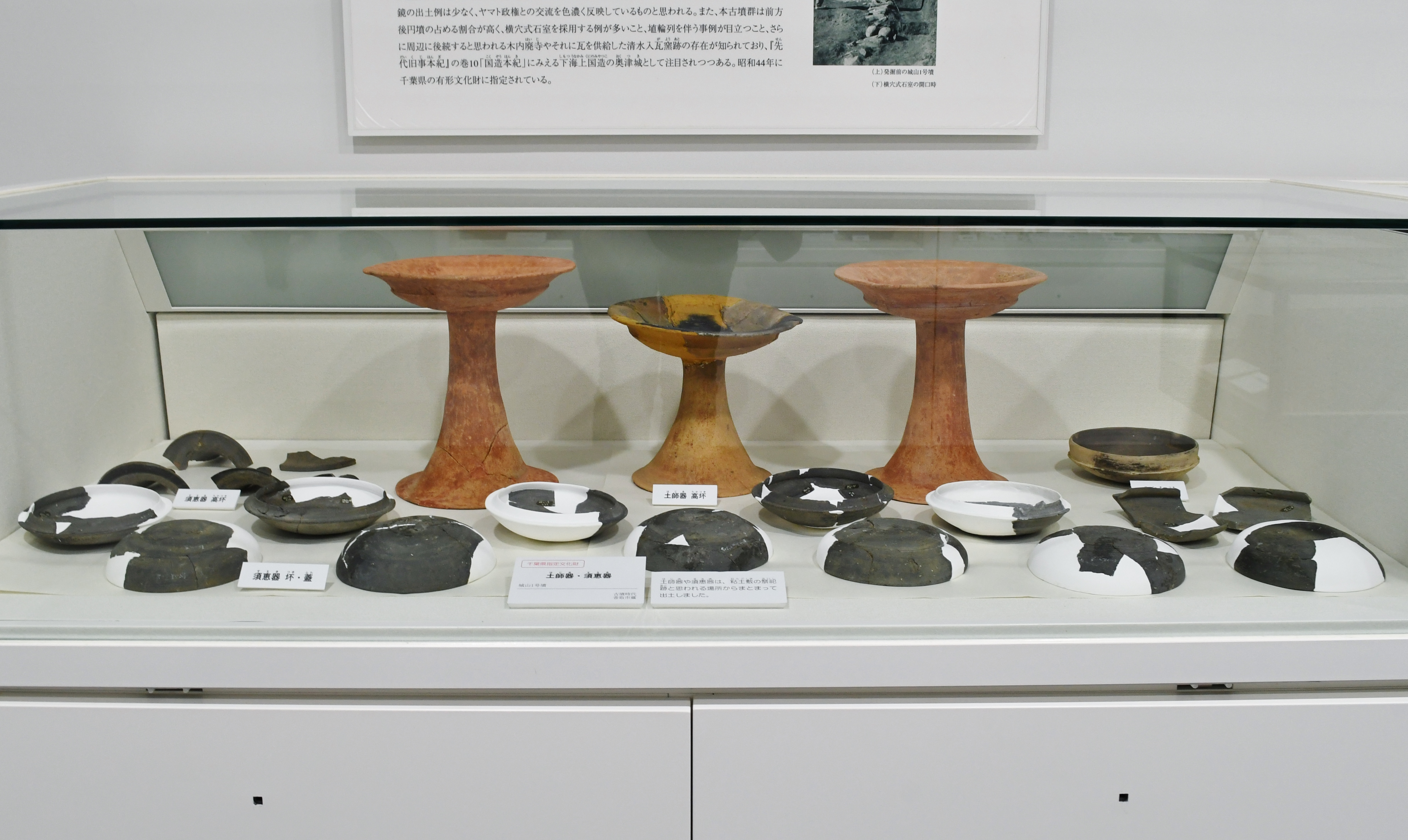
土師器・須恵器
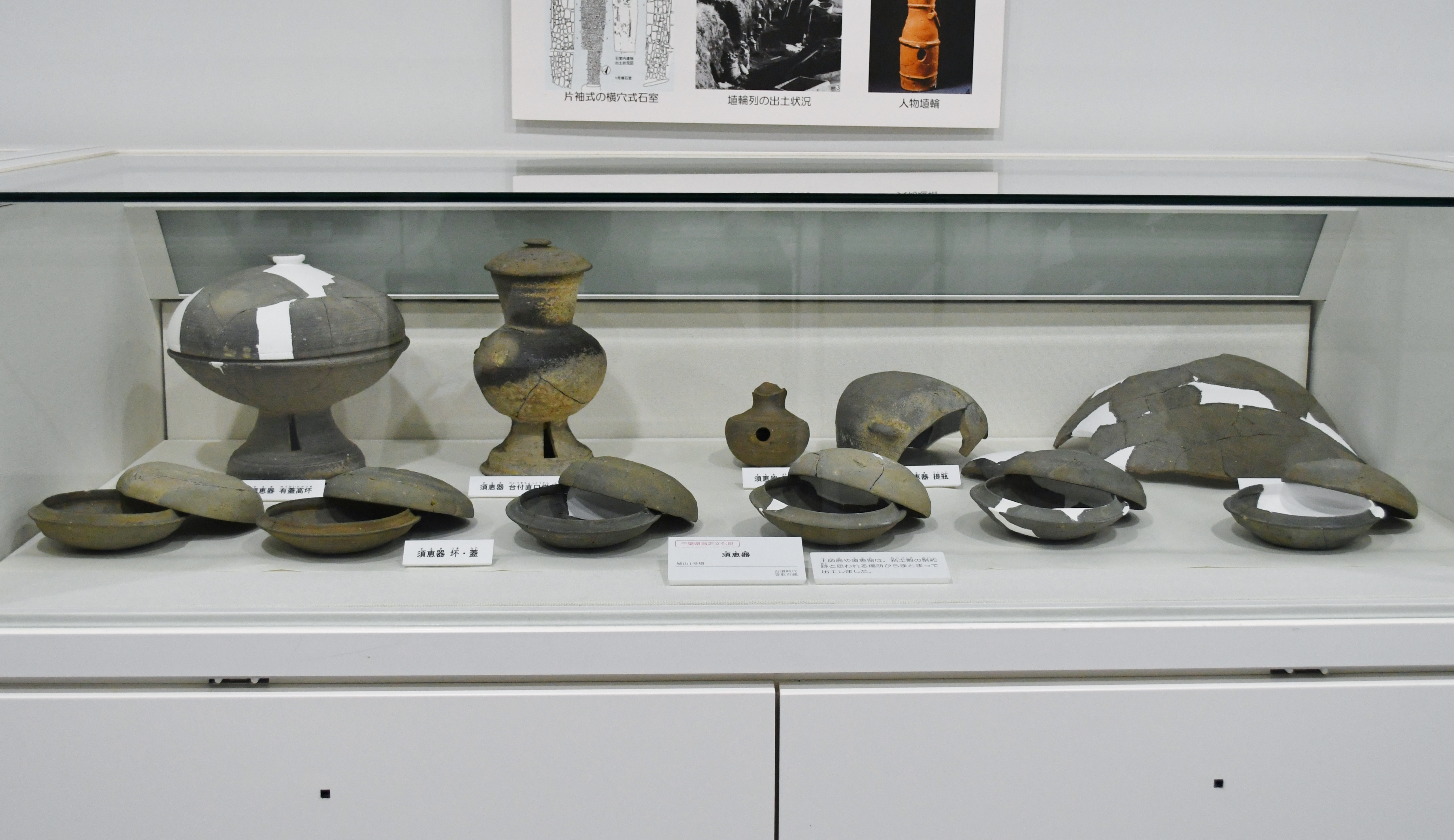
須恵器
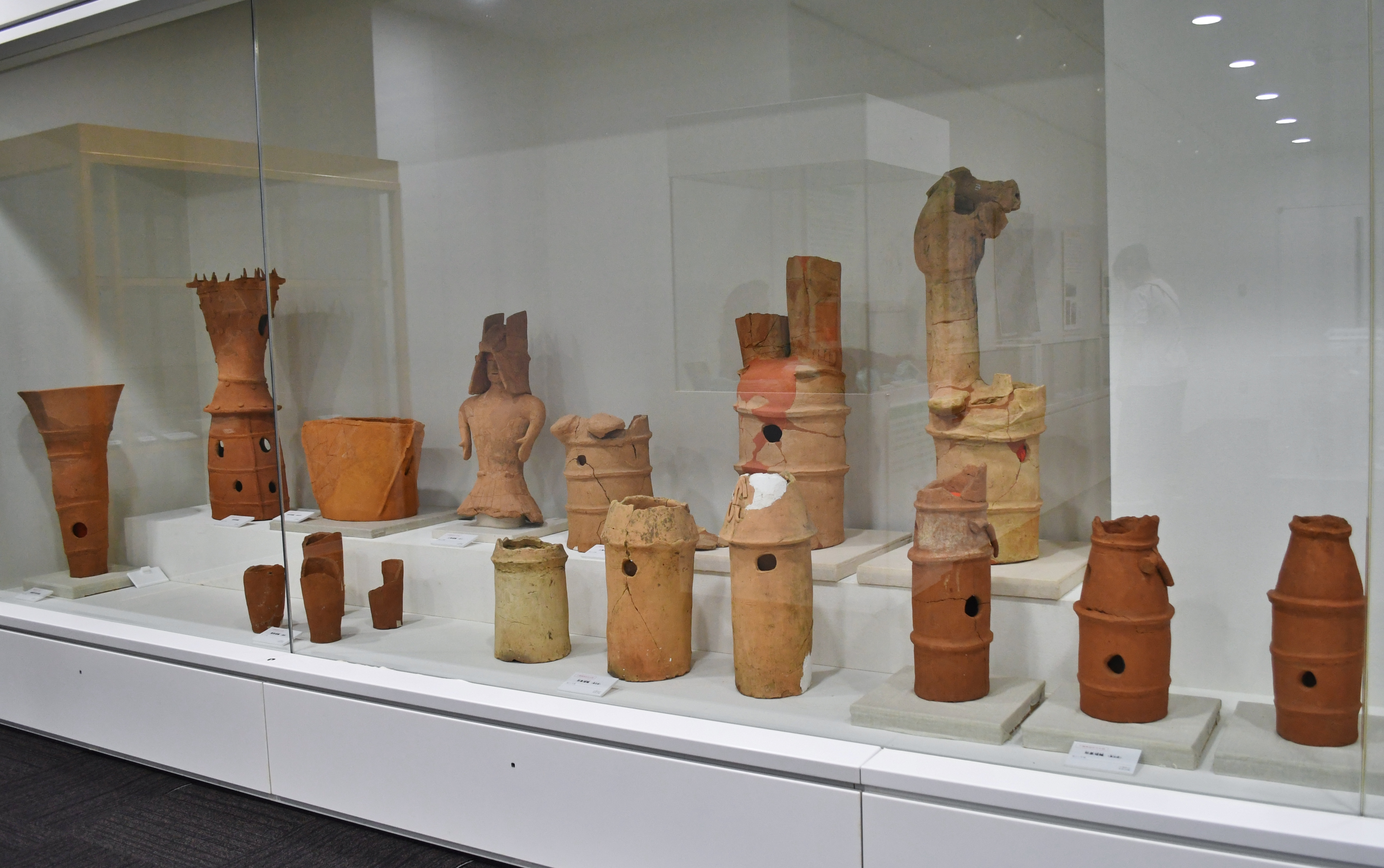
形象埴輪
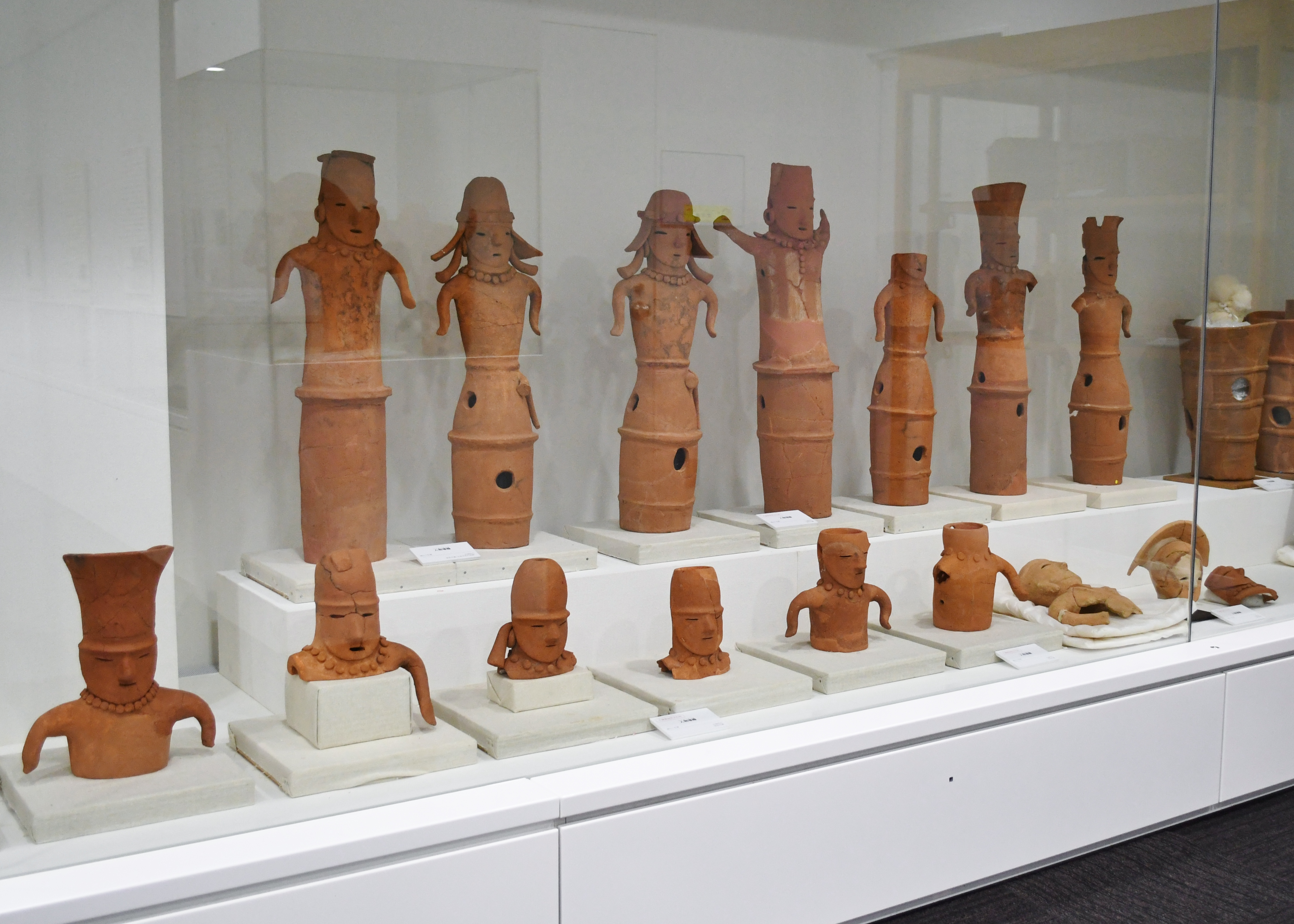
人物埴輪
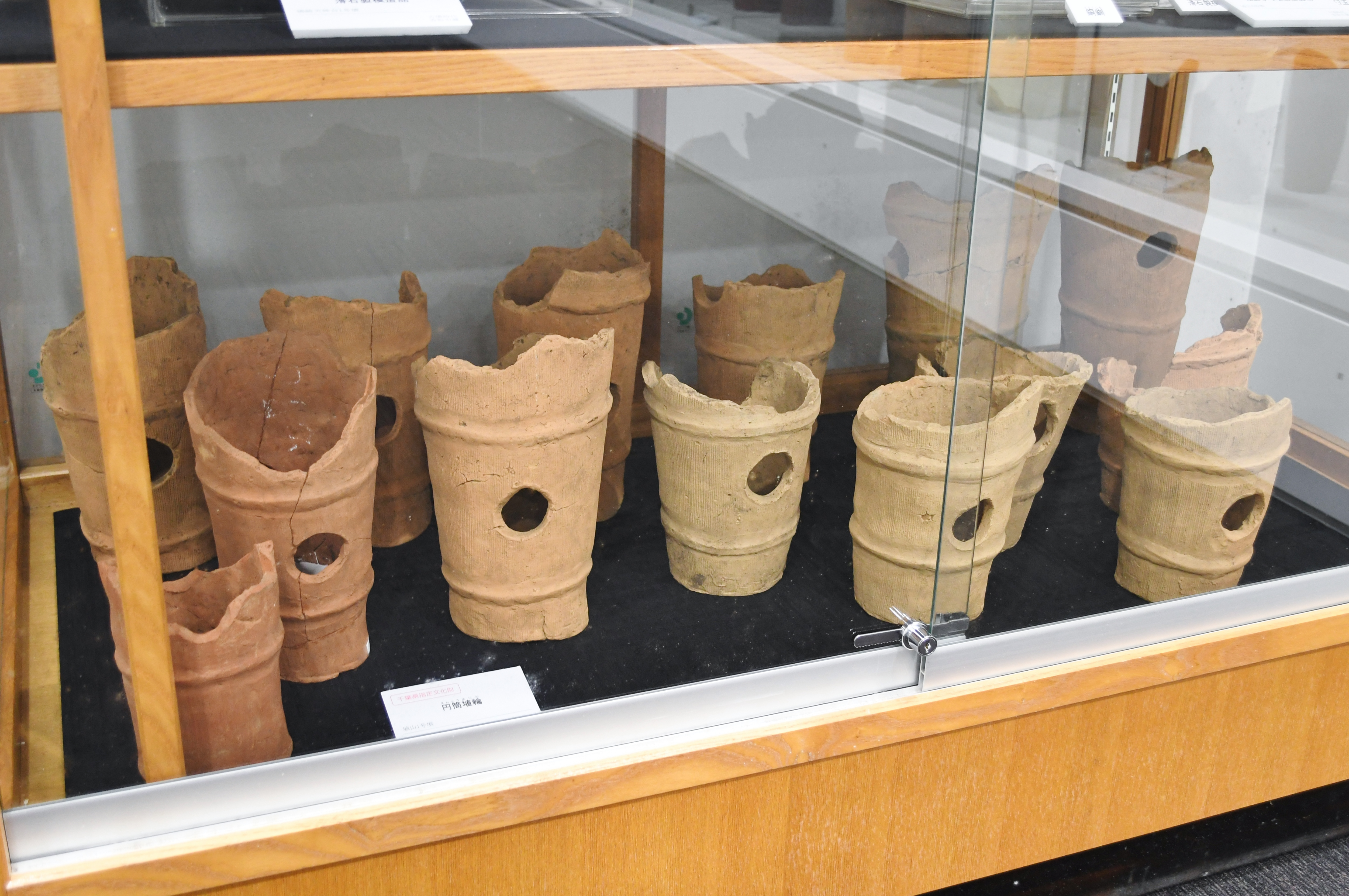
円筒埴輪

## 文化財

### 千葉県指定文化財
- 有形文化財
  - 城山第一号古墳出土品（考古資料） - 香取市文化財保存館保管。1969年（昭和44年）4月18日指定[1]。

## 関連施設
- 香取市文化財保存館（香取市羽根川、小見川市民センターいぶき館内） - 城山1号墳の出土品を展示。

## 関連文献
（記事執筆に使用していない関連文献）
- 報告書
  - 『千葉県小見川町城山古墳の調査』立正大学文学部博物館学講座〈立正大学博物館学講座研究報告第2〉、1965年。
  - 『城山第一号前方後円墳』小見川町教育委員会、1978年。
- その他
  - 橋本裕子「統計分析による人物埴輪の分類 千葉県城山1号墳を例として」『埴輪研究会誌』第1号、埴輪研究会、1995年5月15日、37-59頁。
  - 犬木努「城山1号墳の埴輪列小考 後円部墳頂の埴輪列をめぐって」『埴輪研究会誌』第15号、埴輪研究会、2011年5月29日、79-92頁。
  - 犬木努「城山一号墳の発掘調査記録写真（1） 千葉県香取市城山古墳群の基礎資料（1）（その1）」『大阪大谷大学紀要』第50号、大阪大谷大学志学会、2016年2月、1-46頁。
  - 犬木努「城山一号墳の発掘調査記録写真（2） 千葉県香取市城山古墳群の基礎資料（1）（その2）」『大阪大谷大学紀要』第52号、大阪大谷大学志学会、2018年2月、13-54頁。
  - 犬木努「城山一号墳の発掘調査記録写真（3） 千葉県香取市城山古墳群の基礎資料（1）（その3）」『志學臺考古』第19号、大阪大谷大学歴史文化学科、2019年3月、46-21頁。